# Richtenberg
Richtenberg är en stad i Landkreis Vorpommern-Rügen i förbundslandet Mecklenburg-Vorpommern i Tyskland.
Staden ingår i kommunalförbundet Amt Franzburg-Richtenberg tillsammans med kommunerna Franzburg, Glewitz, Gremersdorf-Buchholz, Millienhagen-Oebelitz, Papenhagen, Splietsdorf, Velgast, Weitenhagen och Wendisch Baggendorf.